# Пошкурлат, Александра Петровна
Александра Петровна Пошкурлат (28 декабря 1912, с. Иванковцы — 2 апреля 1999, Москва) — советский российский ботаник, доктор биологических наук, профессор, заведующая кафедрой ботаники Мордовского государственного университета, специалист по биоморфологии и онтогенезу многолетних растений.

## Биография
Родилась в с. Иванковцы (ныне — в Кировоградской области, Украина). Отец был работником почты. Мать умерла в 1914 г. В 1921 г. семья переезжает в Знаменку. После вторичной женитьбы отца девятилетняя девочка убежала из дома в соседнее село, где ее разыскал отец.
После школы уехала в г. Александрию. Работала в библиотеке, училась на подготовительных курсах. В 1928 г. поступила на агробиологический факультет в Кременчугский педагогический институт, первое высшее учебное заведение в городе, впоследствии разрушенное в ходе ВОВ и после не восстановленное. После окончания института с отличием по распределению попадает в Педагогический техникум в г. Спасск (Дальний Восток), где преподавание велось на украинском языке. В московской командировке на Всесоюзных курсах методистов, которыми руководил профессор Г. Г. Щеголев, последний предложил ей поступить в аспирантуру. В 1932 г. Пошкурлат становится заместителем заведующего биологическим кабинетом на кафедре биологии МГПИ. С 1933 г. преподает на рабфаке. В 1934—1935 гг. — младший научный сотрудник лаборатории Центрального института наглядных пособий по медицине. Выезжала на Кавказ, Украину, в Казахстан. В 1935 г. поступила в аспирантуру на кафедре ботаники Московского государственного педагогического института (заведующий кафедрой А. А. Уранов). Сбор материалов проводился в Южном Казахстане и Средней Азии. В 1941 г. под руководством А. А. Уранова защитила кандидатскую диссертацию «Строение и развитие дерновины чия (Lasiagrostis (Achnatherum) splendens)». В этот период в ее работах стал формироваться онтогенетический подход в исследованиях.
В 1942—1944 гг. работала во Всесоюзном научно-исследовательском институте лекарственных и ароматических растений. В 1948—1974 гг. — в должности ассистента в Московском фармацевтическом институте, который впоследствии вошел в состав Первого медицинского института им И. М. Сеченова. В 1973 г. защитила докторскую диссертацию «Горицветы СССР».
В 1974—1976 гг., уже находясь на пенсии, работала на Пржевальской зональной опытной станции ВИЛАР в Киргизии. В 1979—1981 гг. заведовала кафедрой ботаники в Мордовском государственном университете.

## Научная деятельность
Основная область научных интересов — биоморфология, онтогенез многолетних растений, специфика прохождения жизненных циклов на примере лекарственных растений — первоцвета весеннего, лапчатки прямостоячей, горицвета весеннего. Сбор материалов осуществлялся практически по всей европейской части России, на Урале, в Сибири, на Дальнем Востоке, Сахалине, в Средней Азии и Казахстане, для чего А. П. Пошкурлат ежегодно выезжала в экспедиции.
Занимаясь исследованием онтогенеза чия блестящего (Achnatherum splendens (Trin.) Nevski), выделила три периода в развитии растения. Первый — начальный вегетативный — длится не менее двух лет и связан с образованием вегетативных побегов. Второй — генеративный — начинается с появления генеративных побегов на третьем году жизни дерновины, и заканчивается прекращением образования генеративных побегов. Третий период — конечный вегетативный — характеризуется появлением только вегетативных побегов. Длина и число вновь образуемых побегов уменьшается. Период заканчивается прекращением образования вегетативных побегов, то есть полным отмиранием дерновины.
С 1958 г. исследователь сосредоточилась на изучении горицвета весеннего (Adonis vernalis L.), используемого для лечения сердечно-сосудистых заболеваний. Затем занялась прочими горицветами, исследуя морфологию рода, затрагивая ценотические, экологические и географические аспекты, освещая вопросы воспроизводства и охраны популяций. Эти материалы стали основой для защиты в Ученом совете МГПУ докторской диссертации «Горицветы СССР». Оппоненты В. Б. Куваев, Т. А. Работнов, Т. И. Серебрякова рекомендовали работу к публикации. Однако монография при жизни А. П. Пошкурлат так и не была издана, хотя и совершенствовалась автором многие годы. Лишь в 2000 г. труд был издан. В книге описывается систематика рода Adonis L., характеризуются многолетние и однолетние виды. Рассматриваются ареалы и экология видов, их онтогенез и эволюция жизненных форм. Делаются предположения о ходе филогенетического развития рода.

## Основные работы
- Морфология и способы разрастания кияка // Ученые записки Московского государственного педагогического института им. В. И. Ленина. Кафедра ботаники. Вып. 3. Т. 27. МГПИ им. В. И. Ленина Москва, 1938. С. 209—213.
- Строение и развитие дерновины чия // Ученые записки Московского государственного педагогического института им. В. И. Ленина. Кафедра ботаники. Вып. 1. Т. 30. МГПИ им. В. И. Ленина Москва, 1941. С. 101—157.
- Анатомическое строение первоцвета весеннего (Primula veris L.) // Сб. науч. работ Моск. фарм. ин-та. 1957. Вып. 1 . С. 229—241.
- Изменение морфологических признаков с возрастом у лапчатки прямостоячей Potentila erecta (L.) Hampe // Бюл. Моип. Отд. Биол. 1958. Т. 63. Вып 3. С. 113—125.
- Биология развития лапчатки прямостоячей Potentila erecta (L.) Hampe // Вопросы фармакогнозии. Тр. Ленингр. хим.-фарм. Ин-та. 1960. Т. 12. С. 323—333.
- Анализ ритма развития первоцвета весеннего // Ботанический журнал. 1962. № 2. С. 262—267.
- Анатомо-морфологический анализ растений виргинильного периода Adonis vernalis (строение почек и надземных органов) // Труды ЦЧЗГЗ. 1965. Вып. 9. С 97-116.
- Эфедра // Сельскохоз. энциклопедия. М., 1976. Изд. 4-е. Ст. 949—950.
- Атлас ареалов и ресурсов лекарственных растений СССР / гл. ред. П. С. Чиков. М.: Главное управление геодезии и картографии при Совете Министров СССР, 1980. 340 с. (автор ряда статей)
- Дикорастущие полезные растения СССР. М.: Мысль, 1976. 360 с. (в соавт.)[4].
- Род Горицвет — Adonis L.: Систематика. Распространение. Биология. М.: Наука, 2000. 198, [1] с.